# Thick as a Brick 2
Albums de Ian Anderson
Ian Anderson Plays the Orchestral Jethro Tull
(2005) Homo Erraticus
(2014)
Thick as a Brick 2 est le cinquième album studio de Ian Anderson sorti en 2012.
Comme son titre l'indique, il s'agit d'une suite de l'album-concept Thick as a Brick, sorti sous le nom de Jethro Tull en 1972. Ainsi, sa pochette représente la page d'accueil du site web StCleve.com, qui correspond à la version moderne du St Cleve Chronicle, journal local fictif dont la une constituait la pochette du premier Thick as a Brick.
L'histoire de l'album est résumée par son sous-titre, Whatever Happened to Gerald Bostock (« Qu'est devenu Gerald Bostock ? »). Le premier Thick as a Brick se présentait comme la mise en musique d'un long poème rédigé par un enfant prodige de 10 ans, Gerald Bostock. Thick as a Brick 2 envisage plusieurs des futurs possibles de Bostock, et le dépeint tour à tour comme un trader, un clochard, un soldat, un pasteur ou un petit épicier de quartier.

## Titres
Là où Thick as a Brick ne comprenait qu'une unique chanson (divisée en deux parties pour des raisons pratiques, liées au format vinyle), Thick as a Brick 2 compte 17 chansons réparties en 13 pistes. Toutes sont écrites et composées par Ian Anderson.
1. From a Pebble Thrown – 3:05
2. Medley: Pebbles Instrumental / Might-Have-Beens – 4:21
3. Medley: Upper Sixth Loan Shark / Banker Bets, Banker Wins – 5:41
4. Swing It Far – 3:28
5. Adrift and Dumfounded – 4:25
6. Old School Song – 3:07
7. Wootton Bassett Town – 3:44
8. Medley: Power and Spirit / Give Till It Hurts – 3:11
9. Medley: Cosy Corner / Shunt and Shuffle – 3:37
10. A Change of Horses – 8:04
11. Confessional – 3:09
12. Kismet in Suburbia – 4:17
13. What-ifs, Maybes And Might-Have-Beens – 3:36

## Musiciens
- Ian Anderson : chant, flûte traversière, guitare acoustique
- Florian Opahle : guitare électrique
- David Goodier : basse, glockenspiel
- John O'Hara : piano, claviers, orgue Hammond, accordéon
- Ryan O'Donnell : chant additionnel
- Pete Judge : trompette, bugle, saxhorn, tuba
- Scott Hammond : batterie, percussions